# Maison des Ailes
La Maison des Ailes (MDA) était une institution créée pour accueillir les orphelines de ceux qui avaient sacrifié leur vie à l'aviation militaire française. Située sur le domaine du château de Boulains, à Échouboulains, elle fut fondée en 1942, et accueilli des élèves jusqu'en 1995, date de sa fusion avec le collège de garçon de l'Armé de l'Air : l'École des Pupilles de l'Air.

## Contexte
Après l’hécatombe de la Bataille de France (mai et juin 1940), l’Armée de l’air crée rapidement deux institutions pour les enfants de ses soldats morts au combat. La première, l’École des Pupilles de l’Air, accueille les garçons à Grenoble. La seconde prend en charge les jeunes filles au Château de Boulains : c’est la Maison des Ailes (ouverte en 1942).

## Historique

### Création et développement
Le 6 novembre 1942, trente jeunes filles d’aviateurs sont accueillies par mademoiselle Darne, la première directrice de la Maison des Ailes. Ces orphelines sont réparties en quatre équipes portant les noms prestigieux des aviateurs Guynemer et Mermoz, ainsi que ceux du maréchal Lyautey et du Père de Foucaud, tandis que les plus âgées des élèves sont désignées chefs d’équipe responsables de la discipline. Des aménagements sont réalisés au sein du Château de Boulains afin de l’adapter à sa nouvelle fonction : un préau, des cuisines et un stade sont notamment construits.

### Fermeture
En 1995, la Maison des Ailes ferme ses portes après avoir accueilli pendant plus de 50 ans près de 2 400 élèves. Les jeunes filles hébergées rejoignent l’École des pupilles de l’air de Grenoble.